# Варецький Василь Леонтійович
Василь Леонтійович (Лаврентійович) Варецький (1913, село Софіївка, тепер Березівського району Одеської області — ?) — український радянський діяч, історик, помічник 1-го секретаря ЦК КП(б)У. Кандидат історичних наук (1949).

## Життєпис
З 1930 по 1933 рік навчався в Одеському педагогічному технікумі.
У 1933—1936 роках — вчитель історії в школах Одеської області.
У 1936—1940 роках — студент Одеського педагогічного інституту. Одночасно — голова Одеського обласного бюро пролетарського студентства, інспектор та директор методичного кабінету, завідувач сектору Одеського обласного відділу народної освіти.
Член ВКП(б) з 1939 року.
З 1940 по 1941 рік — слухач Вищої партійної школи при ЦК ВКП(б) у Москві.
У 1941—1942 роках — інструктор Омського обласного комітету ВКП(б).
З травня 1942 року — в Червоній армії, учасник німецько-радянської війни. Служив агітатором політичного відділу 159-ї стрілецької дивізії 5-ї танкової армії та 32-го окремого автотранспортного батальйону. Воював під Сталінградом і на Воронезькому фронті. Після важкого поранення в голову в листопаді 1943 року був демобілізований з армії.
У 1943—1944 роках — слухач Вищої партійної школи при ЦК ВКП(б).
У 1944—1945 роках — співробітник пропагандистської групи ЦК ВКП(б).
У 1945 році — завідувач сектору відділу пропаганди і агітації ЦК КП(б)У. З вересня по грудень 1945 року — завідувач сектору Управління агітації і пропаганди ЦК КП(б)У.
У грудні 1945—1947 роках — заступник завідувача відділу західних, Ізмаїльської та Закарпатської областей ЦК КП(б)У.
У серпні 1947 — березні 1948 року — помічник 1-го секретаря ЦК КП(б)У Лазаря Кагановича.
У 1948—1951 роках — молодший науковий співробітник, у 1951—1960 роках — старший науковий співробітник відділу історії радянського суспільства Інституту історії Академії наук Української РСР.
У липні 1949 року захистив у Інституту історії Академії наук Української РСР кандидатську дисертацію на тему «Соціалістичне будівництво народного господарства і культури в західних областях УРСР (вересень 1939 — червень 1941 рр.)».
Досліджував історію Західної України першої половини ХХ століття. Автор монографій «Соціалістичне будівництво в західних областях УРСР» (Київ, 1946), «Соціалістичні перетворення у західних областях УРСР (в довоєнний період)» (Київ, 1960). Брав участь у написанні «Історії Української РСР» (том 2, Київ, 1957).
Подальша доля невідома.

## Звання
- політрук
- старший лейтенант

## Нагороди
- ордени
- медаль «За бойові заслуги» (21.02.1945)
- медалі